# Honoris Crux (1975)
A Honoris Crux (Cruz de Honra) de 1975, letras pós-nominais HC, é uma condecoração militar por bravura que foi instituída pela República da África do Sul em 1º de julho de 1975. A condecoração foi concedida a membros das Forças de Defesa da África do Sul por bravura em circunstâncias perigosas. Foi a mais baixa de um conjunto de quatro condecorações Honoris Crux em quatro classes, que juntas substituíram a descontinuada Honoris Crux de 1952.

## As forças armadas sul-africanas
As Forças de Defesa da União (em inglês:  Union Defence Forces, UDF) foram estabelecidas em 1912 e renomeadas como Força de Defesa Sul-Africana (em inglês:  South African Defence Force, SADF) em 1958. Em 27 de abril de 1994, foi integrada com outras seis forças independentes na Força de Defesa Nacional Sul-Africana (em inglês:  South African National Defence Force, SANDF).

## Instituição
A Honoris Crux de 1975, letras pós-nominais HC, foi instituída pelo Presidente do Estado em 1º de julho de 1975.

## Critérios de agraciamento
A condecoração foi concedida por bravura em circunstâncias perigosas. Foi a mais baixa de quatro classes de condecorações Honoris Crux: Honoris Crux Diamante, Honoris Crux Ouro, Honoris Crux Prata e Honoris Crux. Juntas substituíram a descontinuada Honoris Crux de 1952.
Ao todo, 201 condecorações Honoris Crux foram concedidas entre 1976 e 2004. A maioria dos prêmios foi conquistada em ação, mas alguns foram concedidos por bravura em situações não relacionadas a combate. Após a instituição da Cruz do Exército, da Cruz da Força Aérea, da Cruz da Marinha e da Cruz do Serviço Médico em 1987, os critérios de premiação foram alterados em 1993 para restringir a concessão da Honoris Crux a atos de bravura em ação, enquanto em perigo mortal enfrentando o inimigo.
As unidades militares sul-africanas que receberam o maior número de condecorações Honoris Crux são as Forças Especiais dos Comandos de Reconhecimento sul-africanos (Recce), cujos operadores receberam um total de quarenta e seis condecorações Honoris Crux durante a Guerra de Fronteira de 1966-1989, em três das quatro classes.

## Ordem de uso
A posição da Honoris Crux de 1975 na ordem oficial de precedência foi revisada duas vezes depois de 1975, para acomodar a inclusão ou instituição de novas condecorações e medalhas, após a integração na Força Nacional de Defesa da África do Sul em 1994 e novamente após a instituição de um novo conjunto de prêmios em 2003.

### Força de Defesa Sul-Africana até 26 de abril de 1994
- Ordem de precedência oficial da SADF:
  - Precedido pela Condecoração Van Riebeeck (DVR).
  - Sucedido pela Condecoração Pro Virtute (PVD).[6]
- Ordem de precedência oficial nacional:
  - Precedido pela Medalha de Polícia do Rei/Rainha por Bravura ou Serviço Distinto (KPM/QPM).
  - Sucedida pela Cruz de Valor dos Serviços Correcionais, Ruby (CPF).[6]

### Força de Defesa Nacional Sul-Africana de 27 de abril de 1994
- Ordem de precedência oficial da SANDF:
  - Precedido pela Condecoração Van Riebeeck (DVR) da República da África do Sul.
  - Sucedido pela Cruz de Galanteria, Prata da República de Venda.[7]
- Ordem de precedência oficial nacional:
  - Precedido pela Medalha de Polícia do Rei/Rainha por Bravura ou Serviço Distinto (KPM/QPM) do Reino Unido.
  - Foi bem sucedido pelos Cruz de Valor dos Serviços Correcionais, Ruby (CPF) da República da África do Sul.[7]

A posição da Honoris Crux de 1975 na ordem de precedência permaneceu inalterada, tal como em 27 de abril de 1994, quando uma nova série de ordens militares, condecorações e medalhas foi instituída em 27 de abril de 2003.

## Descrição

### Anverso
A Honoris Crux de 1975 é uma cruz de Malta em prata, que cabe num círculo de 45 milímetros de diâmetro, com duas espadas em sautor encimadas por uma coroa de protéa circular, os braços da cruz em esmalte branco, com um disco no centro, escalonado horizontalmente nas faixas laranja, branca e azul da bandeira nacional, emolduradas por um duplo círculo prateado contendo 24 pedras.
O reverso traz o brasão da África do Sul pré-1994, com o número da condecoração impresso embaixo.

### Barreta
A fita tem 32 milímetros de largura, com uma faixa branca de 2½ milímetros de largura, uma faixa laranja de 3 milímetros de largura e uma faixa branca de 1 milímetro de largura, repetidas na ordem inversa e separadas por uma faixa laranja de 19 milímetros de largura.

## Descontinuação
A atribuição da condecoração foi interrompida relativamente aos serviços prestados a partir de 27 de Abril de 2003, altura em que a Honoris Crux de 1975 foi substituída pelo novo Nkwe ya Selefera (NS).

## Agraciados
| Nome                                   | Posto  | Ano     | HC Nº | Data da ação | Unidade               | Corpo   | Força |
| -------------------------------------- | ------ | ------- | ----- | ------------ | --------------------- | ------- | ----- |
| Holtzhausen, L.J.                      | Maj    | 1976    | 001   | 10-05-1975   | Escola Infantaria     | SAIC    | SAA   |
| Holm, Johan Wolfgang †                 | Capt   | 1976    | 002   | 23-11-1975   | DTCS                  | SAIC    | SAA   |
| Potgieter, Johannes Hendrik            | Capt   | 1976    | 003   | 04-01-1976   | 4 FR                  | SAAC    | SAA   |
| Van Wyk, J.C.                          | Lt     | 1976    | 004   | 18-10-1975   | 1 RR                  | SAIC    | SAA   |
| Aucamp, Pieter Joshua                  | 2 Lt   | 1976    | 005   | 11-11-1975   | 11 Comdo              | SAIC    | SAA   |
| Blaauw, Johan                          | 2 Lt   | 1976    | 006   | 17-12-1975   | 1 PB                  | SAIC    | SAA   |
| Fountain, Ted Stewart                  | 2 Lt   | 1976    | 007   | 10-12-1975   | 2 FER                 | SAEC    | SAA   |
| Nicolau, Alexander                     | 2 Lt   | 1976    | 008   | 24-11-1975   | 1 SSB                 | SAAC    | SAA   |
| Prins, Michael John                    | 2 Lt   | 1976    | 009   | 21-12-1975   | 14 FR                 | SAAC    | SAA   |
| Steyn, Daniel                          | 2 Lt   | 1976    | 010   | 20-12-1975   | 2 FR                  | SAAC    | SAA   |
| Van Vuuren, L.M.J.                     | 2 Lt   | 1976    | 011   | 12-12-1975   | 1 SSB                 | SAAC    | SAA   |
| Venter, P.M.                           | 2 Lt   | 1976    | 012   | 12-01-1976   | 1 SSB                 | SAAC    | SAA   |
| Burger, Joseph Johannes                | WO2    | 1976    | 013   | 01-06-1976   | 2 SAI                 | SAIC    | SAA   |
| Conradie, Johannes Lambertus VRM       | WO2    | 1976    | 014   | 07-12-1975   | 1 RR                  | SAIC    | SAA   |
| Lubbe, P.S.                            | WO2    | 1976    | 015   | 11-11-1975   | 2 FR                  | SAAC    | SAA   |
| Paulo, D. (Danny Roxo)                 | S Sgt  | 1976    | 016   | 01-11-1975   | 1 RR                  | SAIC    | SAA   |
| Steenkamp, J.H.                        | S Sgt  | 1976    | 017   | 23-11-1975   | 4 SAI                 | SAIC    | SAA   |
| Diedericks, André ♥                    | Cpl    | 1976    | 018   | 02-12-1975   | 1 RR                  | SAIC    | SAA   |
| Rosenstrauch, E.J.                     | Cpl    | 1976    | 019   | 25-01-1976   | WP Comd               | SATSC   | SAA   |
| Kussendrager, J.L. ♦                   | Pte    | 1976    | 020   | 25-01-1976   | WP Comd               | SATSC   | SAA   |
| Janse van Rensburg, Stephanus Petrus ♦ | Tpr    | 1976    | 021   | 24-11-1975   | 1 SSB                 | SAAC    | SAA   |
| Atkinson, David Frank                  | Lt     | 1976    | 022   | 01-08-1976   | 16 Sqn                | SAAF    | SAAF  |
| Milbank, C.C.                          | Lt     | 1976    | 023   | 12-02-1976   | 16 Sqn                | SAAF    | SAAF  |
| Troup, Trevor Owen                     | Lt     | 1976    | 024   | 01-09-1976   | 17 Sqn                | SAAF    | SAAF  |
| Winterbottom, Kevin Roy †♦             | 2 Lt   | 1976    | 025   | 09-07-1976   | 4 Sqn                 | SAAF    | SAAF  |
| O'Neil, Pieter du Toit                 | F Sgt  | 1976    | 026   | 21-12-1975   | 19 Sqn                | SAAF    | SAAF  |
| Becker, L. (Boertjie)                  | Sgt    | 1976    | 027   | 01-09-1976   | 87 HFS                | SAAF    | SAAF  |
| Kriel, Gabriel Gerhardus               | Sgt    | 1976    | 028   | 01-06-1976   | 17 Sqn                | SAAF    | SAAF  |
| Não concedida, exposição em museu      |        |         | 029   |              |                       |         |       |
| Hougaard, Johannes Jacobus ♦           | 2 Lt   | 1978    | 030   | 09-12-1976   | 3 SAI                 | SAIC    | SAA   |
| Mostert, Daniel Nicolaas Johannes ♦    | 2 Lt   | 1978    | 031   | 09-12-1976   | 3 SAI                 | SAIC    | SAA   |
| Viljoen, M.                            | Sgt    | 1978    | 032   | 28-10-1977   | 1 RR                  | SAIC    | SAA   |
| Douglas, R.A.                          | Lt     | 1978    | 033   | 16-05-1977   | CTH                   | SAIC    | SAA   |
| Kruger, D.A.                           | Lt     | 1978    | 034   | 16-05-1976   | RLW                   | SAIC    | SAA   |
| Van Schalkwyk, Josias Johannes ♦       | 2 Lt   | 1978    | 035   | 09-12-1976   | 3 SAI                 | SAIC    | SAA   |
| Gildenhuys, W.H.B. †♦                  | Sgt    | 1978    | 036   | 25-05-1977   | CTH                   | SAIC    | SAA   |
| Van Aswegen, H.W.                      | Sgt    | 1978    | 037   | 22-04-1976   | RCB                   | SAIC    | SAA   |
| Wasserman, J.A.vR.                     | Cpl    | 1978    | 038   | 16-05-1976   | RLW                   | SAIC    | SAA   |
| De Kock, A.D.                          | Rfn    | 1978    | 039   | 16-05-1976   | RLW                   | SAIC    | SAA   |
| Oberholzer, S.E.H.                     | Rfn    | 1978    | 040   | 16-05-1976   | RLW                   | SAIC    | SAA   |
| Van der Merwe, J.J.                    | Rfn    | 1978    | 041   | 04-05-1978   | 2 PB                  | SAIC    | SAA   |
| Van der Zee, L.F.                      | Rfn    | 1978    | 042   | 22-04-1976   | RCB                   | SAIC    | SAA   |
| Van Vuuren, J.W.                       | Rfn    | 1978    | 043   | 16-05-1976   | RLW                   | SAIC    | SAA   |
| Kanes, R.G.                            | Cpl    | 1978    | 044   | 04-05-1978   | 2 SAI                 | SAIC    | SAA   |
| Saunders, M. ♦                         | Tpr    | 1978    | 045   | 13-09-1976   | PAG                   | SAIC    | SAA   |
| Wiggill, Peter Noel †                  | Cpl    | 1978    | 046   | 15-12-1976   | Algoa                 | SATSC   | SAA   |
| Church, John                           | Maj    | 1978    | 047   | 04-05-1978   | 19 Sqn                | SAAF    | SAAF  |
| Marais, A.L. (Dries)                   | Capt   | 1978    | 048   | 04-05-1978   | 24 Sqn                | SAAF    | SAAF  |
| Klopper, L.J.                          | Sgt    | 1978    | 049   | 02-01-1975   | 1 RR                  | SAIC    | SAA   |
| Fourie, D.H.                           | Lt     | 1979    | 050   | 06-09-1978   | 4 RR                  | SAIC    | SAA   |
| Engelbrecht. D.P.                      | Cpl    | 1979    | 051   | 04-05-1978   | 3 PB                  | SAIC    | SAA   |
| Delport, J.C.                          | Rfn    | 1979    | 052   | 13-09-1978   | RDP                   | SAIC    | SAA   |
| Packham, D.E.                          | Rfn    | 1979    | 053   | 04-05-1978   | 3 PB                  | SAIC    | SAA   |
| Grinaker, O. (Ola)                     | Lt     | 1979    | 054   | 07-09-1978   | 17 Sqn                | SAAF    | SAAF  |
| Mouton, A.A. (Riem)                    | Lt     | 1979    | 055   | 09-09-1978   | 24 Sqn                | SAAF    | SAAF  |
| Jooste, Johannes Cornelius †♦          | Pte    | 1979    | 056   | 28-10-1978   |                       | SAMS    | SAMS  |
| Smith, Frederik Johannes †♦            | Pte    | 1979    | 057   | 28-10-1978   |                       | SAMS    | SAMS  |
| Van Papendorp, Burgert van Dyk †♦      | Pte    | 1979    | 058   | 28-10-1978   |                       | SAMS    | SAMS  |
| Koen, P.G.L. ♦                         | Maj    | 1979    | 059   | 25-01-1979   |                       | SAOSC   | SAA   |
| Du Toit, J.J. †                        | Lt     | 1980    | 060   | 01-06-1980   | 1 SAI                 | SAIC    | SAA   |
| Parkin, J.G.                           | 2 Lt   | 1980    | 061   | 18-10-1979   | 1 PB                  | SAIC    | SAA   |
| Greyling, C.P.                         | Sgt    | 1980    | 062   | 28-10-1977   | 1 RR                  | SAIC    | SAA   |
| Christie, Gavin M.                     | Cpl    | 1980:85 | 063   | 01-09-1979   | 4 RR                  | SAIC    | SAA   |
| Potgieter, J.J.                        | Cpl    | 1980:85 | 064   | 01-09-1979   | 4 RR                  | SAIC    | SAA   |
| Conga, J. †                            | Rfn    | 1980    | 065   | 12-09-1979   | 31 Bn                 | SAIC    | SAA   |
| Rice, K.B.                             | Cpl    | 1980    | 066   | 13-04-1976   | 5 SAI                 | SAIC    | SAA   |
| Rutherford, G.T.                       | L Cpl  | 1980    | 067   | 10-06-1980   | 5 SAI                 | SAIC    | SAA   |
| De Kock, P.P.                          | Rfn    | 1980    | 068   | 29-06-1980   | 1 PB                  | SAIC    | SAA   |
| De Lange, A.S.                         | Rfn    | 1980    | 069   | 18-10-1979   | 1 PB                  | SAIC    | SAA   |
| Gibson, B.J.                           | Rfn    | 1980    | 070   | 18-10-1979   | 1 PB                  | SAIC    | SAA   |
| Mare, B.                               | Rfn    | 1980    | 071   | 18-10-1979   | 1 PB                  | SAIC    | SAA   |
| McNamara, C.N.                         | Rfn    | 1980    | 072   | 18-10-1979   | 1 PB                  | SAIC    | SAA   |
| Southey, L.B.                          | Rfn    | 1980    | 073   | 18-10-1979   | 1 PB                  | SAIC    | SAA   |
| Kruger, P.E. (Polla)                   | Maj    | 1980    | 074   | 18-10-1979   | 19 Sqn                | SAAF    | SAAF  |
| Stannard, P.J. (Crow)                  | Maj    | 1980    | 075   | 01-09-1979   | 19 Sqn                | SAAF    | SAAF  |
| Hoebel, S. (Sieg)                      | F Sgt  | 1980    | 076   | 18-10-1979   | 19 Sqn                | SAAF    | SAAF  |
| Viljoen, E.G.                          | Maj    | 1981    | 077   | 01-02-1978   | 32 Bn                 | SAIC    | SAA   |
| Keulder, H.                            | Capt   | 1981    | 078   | 02-12-1979   | 3 SAI                 | SAIC    | SAA   |
| Johnston, Andrew Lawrence              | S Sgt  | 1981    | 079   | 28-01-1981   | 1 RR                  | SAIC    | SAA   |
| Terblanche, J.C.G.                     | Sgt    | 1981    | 080   | 25-06-1980   | 5 RR                  | SAIC    | SAA   |
| Smith, Michael Anthony                 | Cpl    | 1981    | 081   | 28-01-1981   | 1 RR                  | SAIC    | SAA   |
| Du Plessis, I.C.                       | Capt   | 1981    | 082   | 07-06-1980   | 85 CFS                | SAAF    | SAAF  |
| Bouwer, J.S. ♦                         | Lt     | 1981    | 083   | 04-05-1981   |                       | SAMS    | SAMS  |
| Whiteman, J.A.                         | Cpl    | 1982    | 084   | 23-08-1981   | 201 Bn                | SAIC    | SAA   |
| Burgers, G.D.                          | L Cpl  | 1982    | 085   | 26-08-1981   | 1 SAI                 | SAIC    | SAA   |
| Van der Westhuizen, R.                 | 2 Lt   | 1982    | 086   | 14-04-1981   | Etosha                | SAIC    | SAA   |
| Joao, E.                               | Cpl    | 1982    | 087   | 29-11-1979   | 32 Bn                 | SAIC    | SAA   |
| Owen, David Douglas (Stoof)            | Capt   | 1982    | 088   | 05-07-1981   | 17 Sqn                | SAAF    | SAAF  |
| Hattingh, A.A. (André)                 | Capt   | 1982    | 089   | 05-07-1981   | 17 Sqn                | SAAF    | SAAF  |
| Laubscher, D.J. (Danie)                | Capt   | 1982    | 090   | 24-08-1981   | 42 Sqn                | SAAF    | SAAF  |
| Anderson, L.A.                         | Maj    | 1982    | 091   | 05-11-1981   | 101 Bn                | SAIC    | SAA   |
| Fourie, F.E.                           | 1º Ten | 1982    | 092   | 01-01-1981   | 1 RR                  | SAIC    | SAA   |
| Greeff, J.deV. (Jack)                  | S Sgt  | 1982    | 093   | 01-01-1981   | 1 RR                  | SAIC    | SAA   |
| Fourie, J.G.J.                         | Cpl    | 1982    | 094   | 01-01-1981   | 1 RR                  | SAIC    | SAA   |
| De Nobrega, A.                         | Cpl    | 1982    | 095   | 10-09-1981   | SWAMS                 | SAIC    | SAA   |
| Kloppers, J.S.                         | Cpl    | 1982    | 096   | 01-01-1981   | 1 RR                  | SAIC    | SAA   |
| Helm, A.J.H.                           | CO     | 1982    | 097   | 28-08-1981   | 2 SSB                 | SAAC    | SAA   |
| Grové, J.J.                            | 2 Lt   | 1982    | 098   | 25-08-1981   | 2 SSB                 | SAAC    | SAA   |
| Bovy, S.J.Y. (Serge)                   | Lt     | 1982    | 099   | 29-12-1981   | 17 Sqn                | SAAF    | SAAF  |
| Berry, R.M. ♦                          | AB     | 1982    | 100   | 04-05-1981   | SAS PK                | SAN     | SAN   |
| Warren, S.B. ♦                         | Sea    | 1982    | 101   | 04-05-1981   | SAS PK                | SAN     | SAN   |
| Breytenbach, Cornelius Noël HCS        | Col    | c. 1982 |       |              | SAAF                  | SAAF    | SAAF  |
| Anderson, H.F.                         | Capt   | 1983    |       | 02-08-1982   | AFB Oa                | SAAF    | SAAF  |
| Ellis, Neall (Nellis)                  | Maj    | 1983    |       | 13-03-1982   | AFB Oa                | SAAF    | SAAF  |
| Hill, M.A.                             | Capt   | 1983    |       | 09-08-1982   | AFB Oa                | SAAF    | SAAF  |
| Nel, P.J.S. †                          | 2 Lt   | 1983    |       | 13-03-1982   | 32 Bn                 | SAIC    | SAA   |
| Steyn, S.S.                            | 2 Lt   | 1983    |       | 30-07-1982   | SAAC                  | SAAC    | SAA   |
| Coetzee, S.                            | Sgt    | 1983    |       | 13-03-1982   | AFB Oa                | SAAF    | SAAF  |
| Dracula, V.                            | Sgt    | 1983    | 109   | 13-03-1982   | 32 Bn                 | SAIC    | SAA   |
| Domingos, B.                           | Rfn    | 1983    | 110   | 13-03-1982   | 32 Bn                 | SAIC    | SAA   |
| De Villiers, C.M. ♦                    | Maj    | 1983    |       | 04-02-1983   |                       | SAMS    | SAMS  |
| Radmore, D.W.J. ♦                      | Col    | 1983    |       | 17-08-1982   | SWATFHQ               | SASC    | SAA   |
| Alberts, C.F.W. (Carl)                 | Capt   | 1984    |       | 04-01-1984   | AFB Oa                | SAAF    | SAAF  |
| Macaskill, A.                          | 2 Lt   | 1984    |       | 04-01-1984   |                       | SAIC    | SAA   |
| Le Roux, H.C.                          | 2 Lt   | 1984    |       | 22-03-1983   | 61 Mech               | SAIC    | SAA   |
| Wright, T.                             | S Sgt  | 1984    |       | 11-02-1983   | TSR                   | SAIC    | SAA   |
| Callow, Tim J.                         | Capt   | 1986    |       | 01-01-1985   | SFHQ                  | SAIC    | SAA   |
| Matias, N.T.                           | Sgt    | 1986    |       | 01-06-1985   | SFHQ                  | SAIC    | SAA   |
| Dobe, P.                               | Sgt    | 1986    |       | 01-01-1985   | SFHQ                  | SAIC    | SAA   |
| Clarke, C.T.D.                         | Cpl    | 1986    |       | 24-05-1984   | DLI                   | SAIC    | SAA   |
| Halgryn, Ronnie                        | Rfn    | 1986    |       | 31-12-1983   | RGK                   | SAIC    | SAA   |
| Lochner, Johannes Willem               | Rfn    | 1986    |       | 31-12-1983   | RGK                   | SAIC    | SAA   |
| Schoombe, A.                           | Rfn    | 1986    |       | 24-06-1984   | 101 Bn                | SAIC    | SAA   |
| Fritsch, R.                            | Pte    | 1986    |       | 12-06-1983   | 5 Med                 | SAMS    | SAMS  |
| Jacobs, J.L.                           | Pte    | 1986    |       | 12-06-1983   | 5 Med                 | SAMS    | SAMS  |
| Maree, D.H. ♦                          | WO2    | 1986    |       | 07-02-1985   |                       | SAOSC   | SAA   |
| Philipson, Leon                        | Lt     | 1986    |       | 14-09-1985   | 14 FR                 | SAAC    | SAA   |
| Queiroz, A.M.R.                        | S Sgt  | 1986    |       | 01-05-1985   | 4 RR                  | SAIC    | SAA   |
| Vorster, C. ♦                          | F Sgt  | 1986    |       | 20-05-1985   | AFB Swkp              | SAAF    | SAAF  |
| Coetzee, Theuns J.                     | Maj    | 1986    | 134   | 14-09-1985   | Artillery Sc          | SAAC    | SAA   |
| Barnes, L.E. ♦                         | Sgt    | 1986    | 135   | 20-05-1985   | AFHQ                  | SAAF    | SAAF  |
| Scobbie, J. ♦                          | Amn    | 1986    |       | 20-05-1985   | AFB Swkp              | SAAF    | SAAF  |
| Whyte, A. ♦                            | LS     | 1986    |       | 18-08-1982   | SAS PK                | SAN     | SAN   |
| Fisher, Matthew Joseph                 | Pte    | 1986    | 138   | 31-12-1983   | 5 Med                 | SAMS    | SAMS  |
| Winn, Kenneth John                     | Pte    | 1986    |       | 31-12-1983   | 5 Med                 | SAMS    | SAMS  |
| Van Zyl, G.P. ♦                        | Bdr    | 1987    |       | 25-09-1985   |                       | SAAC    | SAA   |
| Roux, A.L.                             | L Cpl  |         |       | 28-01-1987   |                       | SAMS    | SAMS  |
| Van Zyl, H.G.                          | Lt     | 1987    |       |              |                       | SAMS    | SAMS  |
| Vermaak, J.                            | S Sgt  | 1988    |       | 20-09-1987   | 1 RR                  | SAIC    | SAA   |
| Steynberg, F.J.                        | L Cpl  | 1988    |       | 13-03-1987   |                       | SAMS    | SAMS  |
| Wilke, Coenraad Frederick              | Major  | 1988    |       | 25-08-1987   | 4 RR                  | SAIC    | SAA   |
| Beukman, Anton                         | S Sgt  | 1988    |       | 25-08-1987   | 4 RR                  | SAIC    | SAA   |
| Heydendrych, Gerhardus Johannes        | S Sgt  | 1988    |       | 25-08-1987   | 4 RR                  | SAIC    | SAA   |
| Burt, Richard Brent                    | Sgt    | 1988    |       | 25-08-1987   | 4 RR                  | SAIC    | SAA   |
| De Wet, Jacobus                        | Sgt    | 1988    |       | 25-08-1987   | 4 RR                  | SAIC    | SAA   |
| Herbst, Philippus Jacobus              | Sgt    | 1988    |       | 25-08-1987   | 4 RR                  | SAIC    | SAA   |
| Liebenberg, Henk                       | Sgt    | 1988    |       | 25-08-1987   | 4 RR                  | SAIC    | SAA   |
| Manuel, Adriano Nelson                 | Sgt    | 1988    |       | 25-08-1987   | 4 RR                  | SAIC    | SAA   |
| Oettle, Johannes Lochner               | Sgt    | 1988    |       | 25-08-1987   | 4 RR                  | SAIC    | SAA   |
| Van der Merwe, Johannes Hendrik        | Sgt    | 1988    |       | 25-08-1987   | 4 RR                  | SAIC    | SAA   |
| Van Niekerk, Pieter Gideon             | Cpl    | 1988    |       | 25-08-1987   | 4 RR                  | SAIC    | SAA   |
| Wessels, Leslie Petrus                 | Sgt    | 1988    |       | 25-08-1987   | 4 RR                  | SAIC    | SAA   |
| Pyper, D.F.                            | Capt   | 1988    |       | 23-03-1988   | RPS                   | SAAC    | SAA   |
| Bock, David A.C.                       | 2 Lt   | 1988    | 157   | 31-10-1987   | 101 Bn                | SAIC    | SAA   |
| Lehman, J. (Johan)                     | Cmdt   | 1988    |       | 05-10-1987   |                       | SAMI    | SAAF  |
| Van Dyk, P.R. (Flip)                   | Sgt    | 1988    |       | 01-10-1987   | 24 Sqn                | SAAF    | SAAF  |
| Nortman, J.H.                          | Cmdt   | 1988    |       | 13-09-1987   | 32 Bn                 | SAIC    | SAA   |
| Bremer, H.M.                           | 2 Lt   | 1988    | 170   | 16-09-1987   | 61 Mech               | SAAC    | SAA   |
| Kooij, J.                              | 2 Lt   | 1988    |       | 13-09-1987   | 61 Mech               | SAIC    | SAA   |
| Rupping, R.                            | Sgt    | 1988    |       | 13-09-1987   | 32 Bn                 | SAIC    | SAA   |
| Green, G.W.                            | Rfn    | 1988    |       | 03-10-1987   | 61 Mech               | SAIC    | SAA   |
| Gregory, A.T. ♦                        | Rfn    | 1991    |       | 28-01-1987   | Insele                | SAIC    | SAA   |
| Bronkhorst, J.J.                       | Cpl    | 1988    |       | 31-10-1987   | 101 Bn                | SAIC    | SAA   |
| Cronje, D.L.                           | Cpl    | 1988    | 114   | 31-10-1987   | Sec 10                | Comando | SAA   |
| Frederick, F.                          | Cpl    |         |       | 31-10-1987   | 101 Bn                | SAIC    | SAA   |
| Prinsloo, N.J.A.                       | Lt     | 1988    |       | 31-10-1987   | 101 Bn                | SAIC    | SAA   |
| Stander, T.                            | Cpl    | 1988    |       | 31-10-1987   | 101 Bn                | SAIC    | SAA   |
| Theunissen, J.                         | Cpl    | 1988    |       | 31-10-1987   | 101 Bn                | SAIC    | SAA   |
| Thom, A.M. †                           | Rfn    | 1991    |       | 09-11-1987   | 4 SAI                 | SAIC    | SAA   |
| De Vos, T.J.D.                         | Lt     | 1988    |       | 11-11-1987   | 32 Bn                 | SAIC    | SAA   |
| Labuschagne, J.H.                      | Sgt    | [ 9 ]   |       | 11-11-1987   | 4 SAI                 | SATSC   | SAA   |
| Van Zyl, P.J.                          | Capt   | 1988    |       | 11-11-1987   | 2 SAI                 | SAIC    | SAA   |
| Parsons, S. F.                         | Cpl    | 1988    |       | 22-03-1988   | 6 MU                  | SAOSC   | SAA   |
| Louw, G.M.                             | Cmdt   | 1988    |       | 23-03-1988   | ACTS                  | SAAC    | SAA   |
| Dreyer, Willem Adriaan                 | Lt     | 1988    |       | 02-05-1988   | 102 Bn                | SAIC    | SAA   |
| Nel, Stephanus Gerhardus Johannes      | Capt   | 1988    |       | 02-05-1988   | 102 Bn                | SAIC    | SAA   |
| McCarthy, Alan John                    | Maj    | 1990    |       | 02-04-1989   | 16 Sqn                | SAAF    | SAAF  |
| Eksteen, A.                            | Capt   | 1990    |       | 03-04-1989   | 31 Sqn                | SAAF    | SAAF  |
| Vergottini, Mario                      | Capt   | 1990    |       | 02-04-1989   | 17 Sqn                | SAAF    | SAAF  |
| De Roubaix, Emmanuel Marthinus         | Sgt    | 1990    |       | 02-04-1989   | 17 Sqn                | SAAF    | SAAF  |
| Fourie, G.                             | Sgt    | 1990    |       | 03-04-1989   | 87 HFS                | SAAF    | SAAF  |
| Steyn, E.E.                            | F Sgt  | 1990    |       | 02-04-1989   | 17 Sqn                | SAAF    | SAAF  |
| Thomas, J.A. †                         | Lt     | 1991    |       | 29-02-1988   | 701 Bn                | SAIC    | SAA   |
| Hulley, C.C.                           | 2 Lt   | 1991    |       | 09-09-1990   | Hoëveld               | SAIC    | SAA   |
| Lewis, M.J. ♦                          | WO1    | 1991    |       | 12-09-1990   | 82 Mech               | SAIC    | SAA   |
| Du Plessis, R. ♦                       | S Sgt  | 1991    |       | 12-09-1990   | 82 Mech               | SAIC    | SAA   |
| Maloy, J.A. ♦                          | Rfn    | 1991    |       | 30-01-1990   | 1 SACC                | SAIC    | SAA   |
| Rosenberg, E.D. †♦                     | Rfn    | 1991    |       | 30-01-1990   | 1 SACC                | SAIC    | SAA   |
| Geldenhuys, A. ♦                       | Lt Cdr | 1991    |       | 04-08-1991   | Diving Sch            | SAN     | SAN   |
| Mostert, F.H. ♦                        | CPO    | 1991    |       | 04-08-1991   | Diving Sch            | SAN     | SAN   |
| Brown, D.M. ♦                          | LS     | 1991    |       | 04-08-1991   | Diving Sch            | SAN     | SAN   |
| Dicks, L.J. ♦                          | LS     | 1991    |       | 04-08-1991   | Diving Sch            | SAN     | SAN   |
| Merts, P.J.                            | Cmdt   | 1992    |       | 19-07-1980   | 31 Sqn                | SAAF    | SAAF  |
| Reesch, N. [carece de fontes?]         | 2 Lt   | 1992    |       | 1980         |                       | SAIC    | SAA   |
| Francis, C.T. [carece de fontes?]      | S Sgt  | 1992    |       | 1989         |                       |         | SAA   |
| Joubert, J. [carece de fontes?]        | F Sgt  | 1992    |       | 1984         |                       | SAAF    | SAAF  |
| Fidler, Bruce Andrew. †                | Cpl    | 1992    |       | 1985-09-15   | 7 Med                 | SAMS    | SAMS  |
| Alexander, Simon ♦ [carece de fontes?] | Cpl    | 1994    | 164   | 26-05-1993   | Natal Medical Command | SAMS    | SAMS  |
| De Villiers, J. [carece de fontes?]    | Cpl    | 1995    |       |              |                       | SAMS    | SAMS  |
| Meulenbeck, F.A. † [carece de fontes?] | Rfn    | 1995    |       |              |                       | SAIC    | SAA   |
| Fonette, Manuel                        | Rfn    | [ 10 ]  |       |              |                       | SAIC    | SAA   |
| Sterzel, Stuart ♥                      | Sgt    | [ 10 ]  |       | 1987         |                       | SAIC    | SAA   |

### Ações citadas por
1. 1 2  Cpl's Christie, Gavin M. & Potgieter, J.J. for their actions during Operation Boxer
2. 1 2  Johnston, Andrew Lawrence and Smith, Michael Anthony: During a special forces operation, conducted at night in an urban area, a hand grenade exploded, seriously wounding a four man team. Staff Sergeant Johnstone, Corporal Smith and another team member from a different team came to the assistance of the four wounded operators of the first team. The explosion had caused a fire which then ignited further grenades, carried in the webbing of the injured. Johnstone, Smith and their colleague remained with the wounded and returned enemy fire, allowing the wounded to be extracted and ensuring the eventual success of the mission.[9]:77
3. ↑  This is an error. There was a mixup with General Order 120/82 where his name was listed with the HC recipients where he had clearly been awarded the HCS
4. ↑  Queiroz, A.M.R.Awarded for his actions during Operation Argon[14]
5. ↑  Fidler, Bruce Andrew. – In the early 1980s, the South African Reconnaissance Commandos (now the South African Special Forces Brigade) identified the need for a special medical unit to support Special Forces on operations and the Detachment Medical Special Operations was formed. Under command of the Surgeon General, a group of 9 doctors with Commandant Wouter Basson at the head, founded what would later become 7 Medical Battalion Group at Special Forces Brigade Headquarters (Speskop) south of Pretoria in 1984. Corporal Bruce Andrew Fidler, an operational medical support operator of 7 Med Bn Gp with Special Forces training, was killed in action in Angola on 15 September 1985. The details are sketchy, but it is understood that Corporal Fidler supported a clandestine unit of the SADF, most probably 1 Parachute Battalion, tasked to train UNITA.
Corporal Fidler was attached to 44 Parachute Regiment during operations in Southern Angola, in support of UNITA. His unit was ambushed and in the ensuing firefight, he was captured by enemy forces and was reported missing. Fidler was brutally tortured and interrogated by the enemy before being executed, but he never revealed the presence of his nearby unit, thereby enabling the 7 Medical Battalion Group Surgical Team of between 5 and 10 doctors to successfully evade capture and reach South African lines. His remains were repatriated to South Africa in June 1992 and he was cremated on 15 September 1992. Corporal Fidler was posthumously awarded the Honoris Crux for his bravery and selfless devotion, above and beyond the call of duty in the face of brutal torture. He was 22.[19][20][21][ligação inativa]